# Grammatica
La grammatica è quel complesso di regole necessarie per formare frasi, sintagmi e parole di una determinata lingua. Il termine si riferisce anche allo studio di dette regole.
Chiunque parli un idioma sin dalla primissima infanzia ne ha interiorizzato spontaneamente le regole, e non in seguito ad uno studio consapevole. In questa prospettiva, la grammatica è intesa come l'informazione cognitiva acquisita naturalmente e che è alla base della produzione linguistica.
Tradizionalmente, la grammatica viene suddivisa in fonologia (quali sono i suoni che compongono le parole), ortografia (come si scrivono le parole), morfologia (come si forma il plurale dei nomi, come si coniugano i verbi, come si formano parole nuove...) e sintassi (come le parole si combinano in frasi e come le frasi si combinano tra loro).

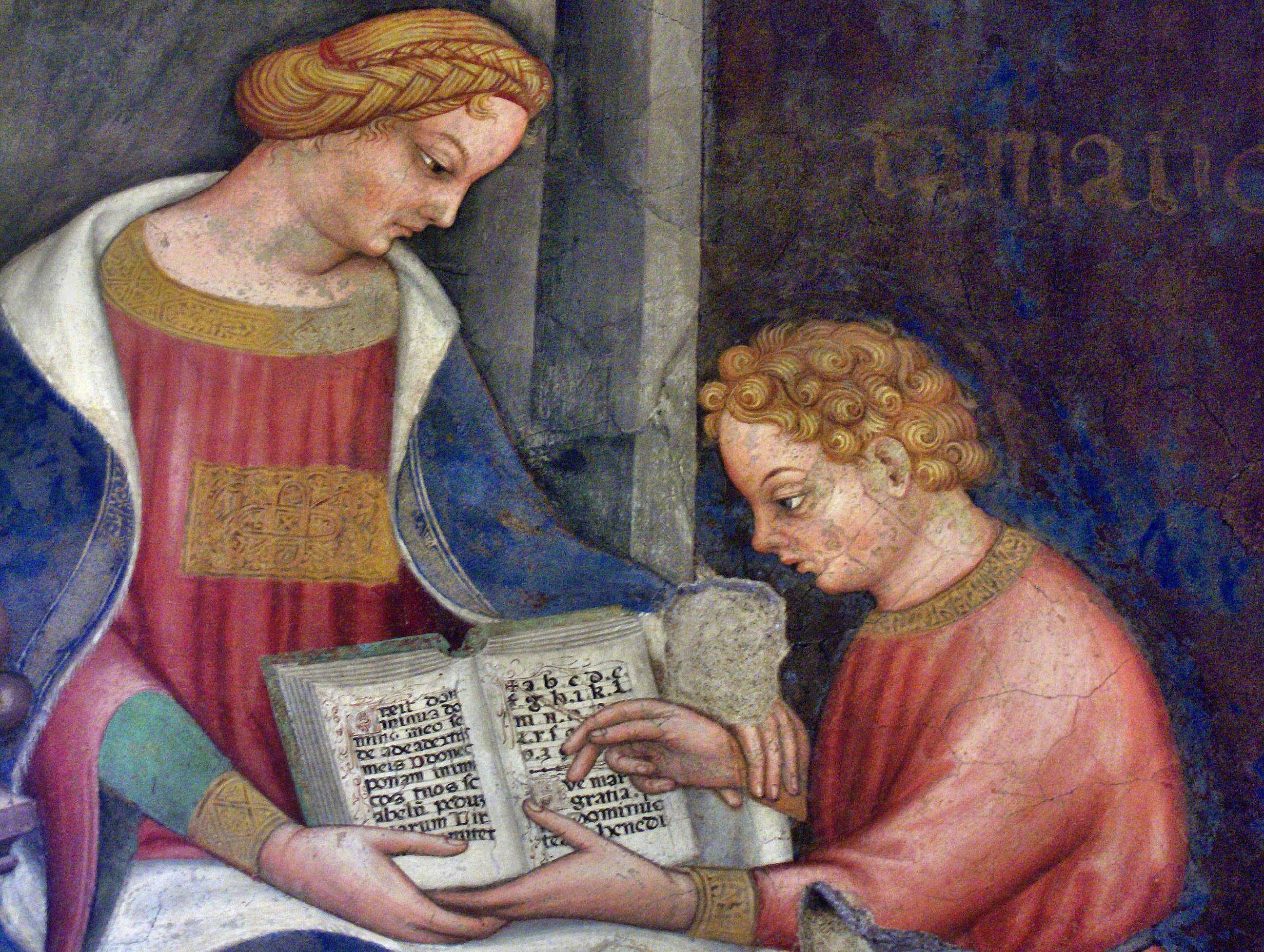
Allegoria della grammatica nella Sala delle Arti liberali e dei Pianeti, ad opera di Gentile da Fabriano (1412, Palazzo Trinci a Foligno)

L'ortografia, in particolare, è la parte della grammatica che studia l’insieme delle convenzioni normative che regolano il modo di scrivere una lingua, anche se alcuni linguisti non concordano con tale definizione.
I manuali che si definiscono "grammatiche" trattano la fonetica, l'ortografia, l'analisi grammaticale, l'analisi logica, l'analisi del periodo e la sintassi di una lingua.

## Origini
L'etimologia del termine rivela che esso deriva, attraverso il latino grammatĭca, a sua volta dal greco γραμματική (grammatiké), sottinteso τέχνη (téchne), ossia "arte (o tecnica) della scrittura". Grammatiké deriva a sua volta da γράφειν (gráphein, "scrivere"), attraverso γράμμα (gramma, "lettera della scrittura").
La grammatica sanscrita risale a Pāṇini, mentre nel mondo greco la disciplina nacque nel periodo ellenistico ai fini dell'interpretazione dei testi letterari antichi, in particolare nell'ambito delle ricerche linguistiche della scuola stoica. L'opera grammaticale greca più antica pervenutaci è l'Ars grammatica (Τέχνη Γραμματική), attribuita a Dionisio Trace, alla quale risale la tradizione grammaticale che, attraverso le opere latine e medievali, si è perpetuata fino a tempi recenti.

## Finalità e forme specifiche

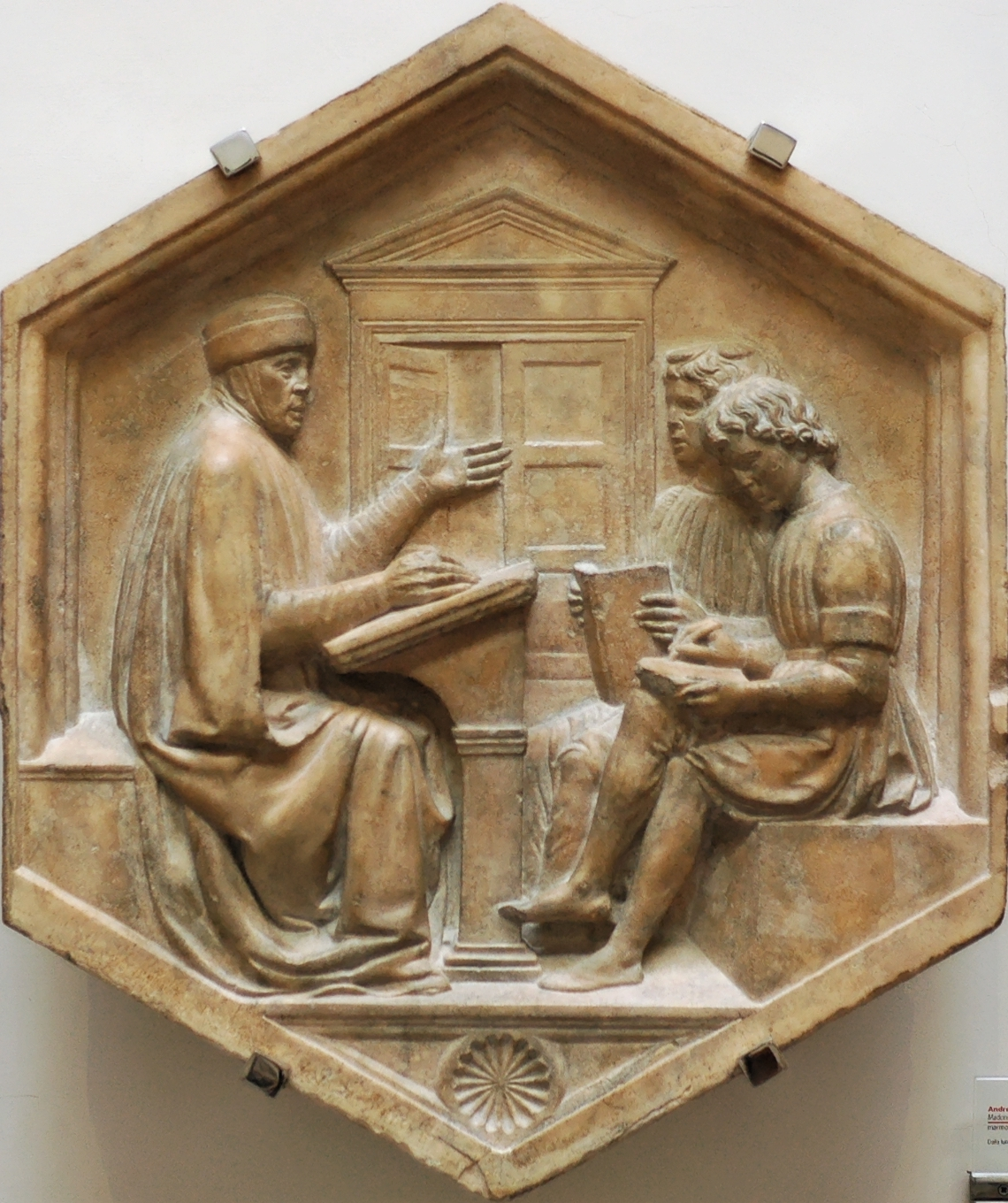
Prisciano e la grammatica, formella del Campanile di Giotto, opera di Luca della Robbia, 1437-1439, Firenze

La grammatica, a seconda delle finalità che si assume, può seguire vie diverse e il termine stesso di "grammatica" può avere diverse accezioni. Si distinguono, dunque:
- Una grammatica normativa, ovvero la grammatica tradizionale, finalizzata all'insegnamento, che espone le forme che si fondano sul modello di lingua che viene proposto dalle persone colte e dalla scuola. Viene intesa come l'insieme di tutte quelle norme che regolano l'uso di una lingua, il cui scopo è quello di fornire elenchi di forme, di dettare regole e correggere errori. In senso popolare, quindi, la grammatica è l'arte di parlare e di scrivere senza errori.
- Diverse grammatiche descrittive, che intendono descrivere fenomeni linguistici, non imporre una norma. Tali grammatiche possono:
  - descrivere uno stato della lingua o di un dialetto sul piano della sincronia, ovvero in un momento storico determinato (ad esempio, la grammatica dell'italiano di oggi, la grammatica del fiorentino del Trecento, la grammatica del dialetto genovese), pertanto non dà giudizi di valore, perché si attiene solamente alla descrizione dei fatti linguistici, inglobando anche le costruzioni della lingua parlata (che la grammatica normativa difficilmente prende in considerazione);
  - studiare l'origine e la storia di una lingua diacronicamente (come la grammatica storica, che è parte della linguistica storica);
  - stabilire corrispondenze fra più lingue, creando così rapporti genealogici (ad esempio, la grammatica comparata delle lingue indoeuropee) e altre grammatiche comparate (ramo della linguistica comparativa);
  - studiare leggi generali, comuni a tutte le lingue (grammatica universale, grammatica generativa).

## La grammatica come competenza linguistica dei parlanti
Nel contesto della teoria generativa del linguaggio, il termine assume il significato di "modello della competenza linguistica di un parlante nativo". Tale modello risulta per lo più inconsapevole per il parlante nativo: egli infatti riconoscerà come "grammaticali" (o "corrette") certe espressioni, in quanto facenti parte della propria lingua madre, e come "non grammaticali" (o "scorrette") quelle che ad esso non appartengono. Pure, non esiste una perfetta corrispondenza tra ciò che è corretto o scorretto per la grammatica normativa e ciò che è tale per i parlanti. Così, ad esempio, la maggior parte degli italofoni autorizza in una conversazione una frase di questo tipo:
- Ho incontrato Flavia e Giuseppe. Gli ho detto di lasciare perdere.

mentre sarebbe corretto dire:
- Ho incontrato Flavia e Giuseppe. Ho detto loro di lasciare perdere.[10]

Tanto è accettata la prima forma, che la seconda rischia persino di risultare deprecata.
In questo contesto, la lingua scritta, essendo di norma più aderente a quanto prescrive la grammatica normativa, risulta di minore interesse.
Dal fatto che un bambino, senza che gli si impartiscano istruzioni specifiche, possa nei primi tre anni di vita acquisire una discreta competenza linguistica e, per converso, una scimmia, pur specificamente allenata tutta la vita allo stesso scopo, non riesca che a conquistare una competenza linguistica assolutamente limitata, sembra sia possibile desumere che esista nel cervello umano una potenzialità specifica. Né, a questi fini, sembra rilevante il possesso di organi vocali sviluppati, se si pensa che i sordomuti sviluppano un linguaggio non meno sofisticato di quello delle persone dotate di udito funzionante.
La grammatica è l'unica delle arti del Trivio ad essere insegnata nelle scuole secondarie del XXI secolo, mentre in generale si è perso lo studio della retorica e della logica.